# Chowhalli, Tirumakudal Narsipur
Chowhalli là một làng thuộc tehsil Tirumakudal Narsipur, huyện Mysore, bang Karnataka, Ấn Độ.